# Cakile
Cakile is een geslacht uit de kruisbloemenfamilie (Brassicaceae).
In België en Nederland komt de zeeraket (Cakile maritima) voor. De Engelse naam is sea rocket en wordt gebruikt voor welke soort dan ook die lokaal overheersend is: Cakile maritima in Europa en Cakile edentula in Noord-Amerika.
Het geslacht komt van nature voor in Europa, Azië en Noord-Amerika. De zeeraket (Cakile maritima) is in Noord-Amerika geïntroduceerd en heeft zich wijd verspreid aan zowel de oost- als de westkust. Op veel plaatsen verdringt deze de van nature in Noord-Amerika voorkomende soorten. De zeeraket wordt in Noord-Amerika dan ook beschouwd als invasieve soort.
Cakile-soorten groeien als overblijvende kruiden met een opgerichte of kruipende stengel.  De meest gebruikelijke soorten in Europa en Noord-Amerika groeien dicht bij de kust, vaak in duinen. De bladeren zijn vlezig. De bloemen zijn typisch roze tot wit. De kroonbladen zijn circa 1 cm lang.

## Soorten
Een aantal soorten:
- Cakile arabica
- Cakile constricta
- Cakile edentula
- Cakile geniculata
- Cakile lanceolata
- Cakile maritima

... · 
Alliaria · 
Alyssum (Schildzaad) · 
Arabidopsis · 
Arabis (Scheefkelk) · 
Armoracia · 
Aubrieta · 
Barbarea (Barbarakruid) · 
Berteroa · 
Brassica (Kool) · 
Braya · 
Bunias (Hardvrucht) · 
Cakile · 
Calepina · 
Camelina · 
Capsella (Herderstasje) · 
Cardamine (Veldkers) · 
Cochlearia (Lepelblad) · 
Coincya · 
Conringia · 
Coronopus (Varkenskers) · 
Crambe (Bolletjeskool) · 
Descurainia · 
Diplotaxis (Zandkool) · 
Draba · 
Erophila · 
Eruca · 
Erucastrum · 
Eutrema  · 
Erysimum (Steenraket) · 
Heliophila · 
Hesperis · 
Hirschfeldia · 
Hormathophilla · 
Hornungia · 
Iberis (Scheefbloem) · 
Isatis · 
Lepidium (Kruidkers) · 
Lobularia · 
Lunaria (Judaspenning) · 
Malcolmia · 
Matthiola · 
Neslia · 
Physaria · 
Pringlea · 
Ptilotrichum · 
Raphanus (Radijs) · 
Rapistrum · 
Rorippa (Waterkers) · 
Schouwia · 
Selenia · 
Sinapidendron · 
Sinapis · 
Sisymbrium (Raket) · 
Subularia · 
Teesdalia · 
Thlaspi (Boerenkers) · 
...